# محسن غرویان
محسن غرویان (زادهٔ ۱۳۳۸ در نیشابور) از مدرسان فلسفهٔ اسلامی حوزهٔ علمیهٔ قم و عضو هیئت علمی و استاد مؤسسه آموزشی و پژوهشی امام خمینی بود که به‌علت تغییر مشی خود با مؤسسه در مسائل سیاسی و اجتماعی استعفا داد.

## زندگی‌نامه
وی در سال ۱۳۵۸ شروع به تحصیل علوم حوزوی نمود. از اساتید وی وحید خراسانی، فاضل لنکرانی، شیخ جواد تبریزی، مکارم شیرازی جوادی آملی و محمد تقی مصباح یزدی بودند. او ۴۰ کتاب تألیف کرده است.

## نظرات و مواضع
وی از مدافعان فلسفهٔ اسلامی است و تاکنون با منتقدانی چون حسن میلانی مناظراتی داشته است. وی همچنین درزمینهٔ رد یا قبول فلسفه و در فرصتی دیگر (مهرماه ۱۳۹۱) دربارهٔ رابطهٔ عرفان و تصوف با اسلام و وحی با مهدی نصیری از دیگر منتقدان فلسفه و عرفان و مدرنیته به مناظره نشست.

### دربارهٔحسن عباسی
وی در پاسخ به حسن عباسی، بیان کرد وی بدایه و نهایه (دو اثر کلیدیِ فلسفی معاصر از علامه طباطبایی) را نمی‌داند و درست معنا و تفسیر نمی‌کند و ادعاهای وی ارزشی ندارد

### دربارهٔحسن روحانی
پس از پیروزی حسن روحانی در انتخابات سال ۱۳۹۲ محسن غرویان تمام‌قد به دفاع از اندیشهٔ اعتدال و عملکردهای مختلف این دولت پرداخته است.
وی در مردادماه سال ۱۳۹۷ در مصاحبه باخبرگزاری ایرنا اظهار داشته است که «روحانی» خیرالموجودین است.

### دربارهٔسید ابراهیم رئیسی
در شهریور سال ۱۳۹۷ اظهار داشته است که اگر سید ابراهیم رئیسی رئیس‌جمهور می‌شد، دلار ۴۰ هزار تومان بود.